# Guilherme Posser da Costa

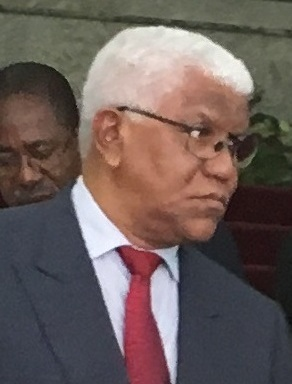
Guilherme Posser da Costa.

Guilherme Posser da Costa (nacido en 1953) fue elegido líder del Movimiento para la Liberación de Santo Tomé y Príncipe / Partido Social Demócrata (MLSTP-PSD) el 27 de febrero del 2005, sucediendo al fundador y expresidente de Santo Tomé y Príncipe Manuel Pinto da Costa.
Da Costa previamente fue ministro de Relaciones Exteriores de Santo Tomé y Príncipe en tres ocasiones - (1987-1988, 1990-1991, y 1994-1996). También fue primer ministro desde el 5 de enero de 1999 hasta el 26 de septiembre del 2001.
| Predecesor: Fradique de Menezes | Ministro de Relaciones Exteriores de Santo Tomé y Príncipe 1987 - 1988 | Sucesor: Carlos da Graça            |
| Predecesor: Carlos da Graça     | Ministro de Relaciones Exteriores de Santo Tomé y Príncipe 1990 - 1991 | Sucesor: Alda Bandeira              |
| Predecesor: Albertino Bragança  | Ministro de Relaciones Exteriores de Santo Tomé y Príncipe 1994 - 1996 | Sucesor: Homero Jeronimo Salvaterra |
| Predecesor: Raul Bragança Neto  | Primer ministro de Santo Tomé y Príncipe 1987 - 1988                   | Sucesor: Evaristo Carvalho          |

- Datos: Q956967
- Multimedia: Guilherme Posser da Costa / Q956967